# RR-343
A  RR-343 é uma rodovia brasileira do estado de Roraima. Essa estrada intercepta a RR-452.
Está localizada na região Centro-Norte do estado, atendendo aos municípios de Alto Alegre e Boa Vista, num total de 40,1 quilômetros sem pavimentação.